# Окумура Коїчі
Окумура Коїчі (奥村厚一, 1 липня 1904 — 25 червня 1974) — японський художник, який спеціалізувався на пейзажах.
Народився в районі Кіта, Кіото. У 1923—1928 роках навчався в Кіотському університеті мистецтв, після чого вчився у Нішімура Ґоун. Викладав у Кіотському університеті мистецтв (де у 1974 році став емеритом) та Мистецькому коледжі міста Саґа. Починаючи з 1948-го року працював з видавцем Унсодо і створив кілька серій принтів, наприклад «Дванадцять краєвидів Кіото».